# Gmina Krasnopol
Die Gmina Krasnopol ist eine Landgemeinde im Powiat Sejneński der Woiwodschaft Podlachien in Polen. Ihr Sitz ist das gleichnamige Dorf (litauisch Krasnapolio).

## Geographie
Die Landgemeinde Krasnopol hat eine Gesamtfläche von 171,63 km², von denen 65 % land- und 21 % forstwirtschaftlich genutzt werden (2002). Angrenzende Gemeinden sind: Giby, Nowinka, Puńsk, Sejny, Suwałki und Szypliszki.

## Geschichte
Zwischen 1975 und 1998 gehörte die Landgemeinde zur damaligen Woiwodschaft Suwałki.
Am 30. Juni 2015 setzte sich die Bevölkerung von Krasnopol aus 3844 Personen zusammen, von denen 1985 männlich und 1859 weiblich waren.

## Gliederung
Zur Landgemeinde (gmina wiejska) Krasnopol gehören neben dem gleichnamigen Hauptort folgende Ortschaften:
- Aleksandrowo
- Buda Ruska
- Czarna Buchta
- Czerwony Krzyż
- Głuszyn
- Gremzdel
- Gremzdy Polskie
- Jegliniec
- Jeglówek
- Jeziorki
- Krasne
- Królówek
- Krucieniszki
- Linówek
- Łopuchowo
- Maćkowa Ruda
- Michnowce
- Mikołajewo
- Murowany Most
- Nowa Żubrówka
- Nowe Boksze
- Orlinek
- Pawłówka
- Piotrowa Dąbrowa
- Rudawka
- Rutka Pachuckich
- Ryżówka
- Skustele
- Smolany Dąb
- Stabieńszczyzna
- Stara Żubrówka
- Teklinowo
- Wysoka Góra
- Żłobin
- Żubronajcie

## Persönlichkeit
- Jerzy Witkowski (1938–1999), Pianist; geboren in Krasnopol.